# سيث مورغان (روائي)
سيث مورغان (بالإنجليزية: Seth Morgan) (4 أبريل 1949، مانهاتن في الولايات المتحدة - 17 أكتوبر 1990، نيو أورلينز في الولايات المتحدة)؛ روائي أمريكي.